# Maceió (tiểu vùng)
Maceió là một tiểu vùng thuộc bang Alagoas, Brasil. Tiều vùng này có diện tích 1821 km², dân số năm 2007 là 976899 người.